# Fromelles
Fromelles is een gemeente in het Franse Noorderdepartement (Frans: département du Nord) (regio Hauts-de-France). De gemeente maakt deel uit van het arrondissement Rijsel. Fromelles telde op 1 januari 2022 1.133 inwoners.

## Geschiedenis
Bij Fromelles hebben tijdens de Eerste Wereldoorlog zware gevechten plaatsgevonden. De Britse en Australische soldaten die hier vochten gaven het dorp dan ook al snel de bijnaam "From Hell".

## Geografie
De oppervlakte van Fromelles bedroeg op 1 januari 2022 8,54 vierkante kilometer; de bevolkingsdichtheid was toen 132,7 inwoners per km².

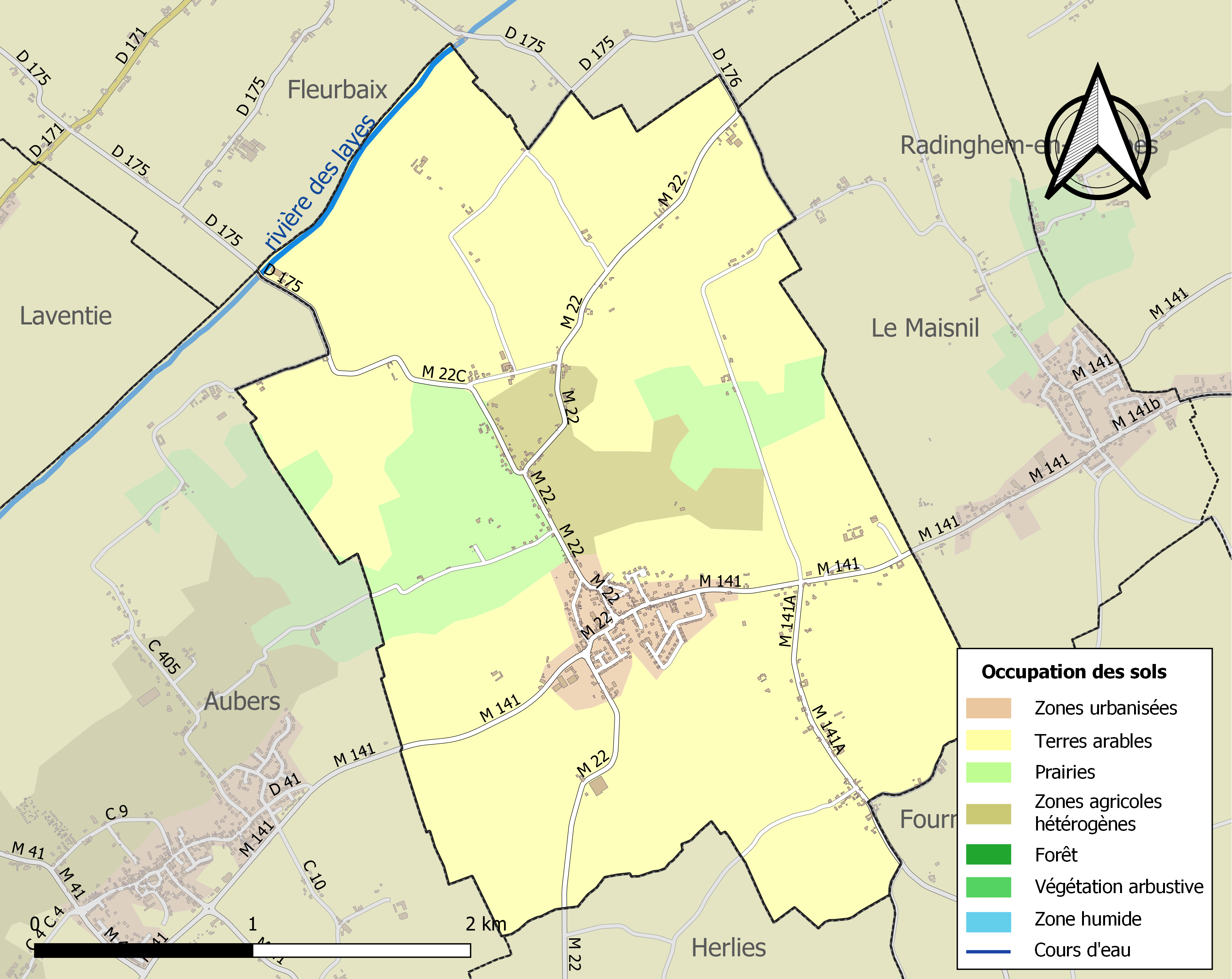
Kaart van de gemeente met belangrijkste infrastructuur, bodemgebruik en omliggende gemeenten

## Bezienswaardigheden
- De Église Saint-Jean-Baptiste
- De gemeente telt enkele Britse militaire begraafplaatsen:
  - V.C. Corner Australian Cemetery and Memorial, een begraafplaats en bijhorend herdenkingsmonument waar meer dan 1000 gesneuvelden uit de Eerste Wereldoorlog liggen begraven of worden herdacht.
  - Fromelles (Pheasant Wood) Military Cemetery, een begraafplaats die in 2010, bijna een eeuw na de Eerste Wereldoorlog, werd ingericht na de ontdekking van massagraven met gesneuvelden.

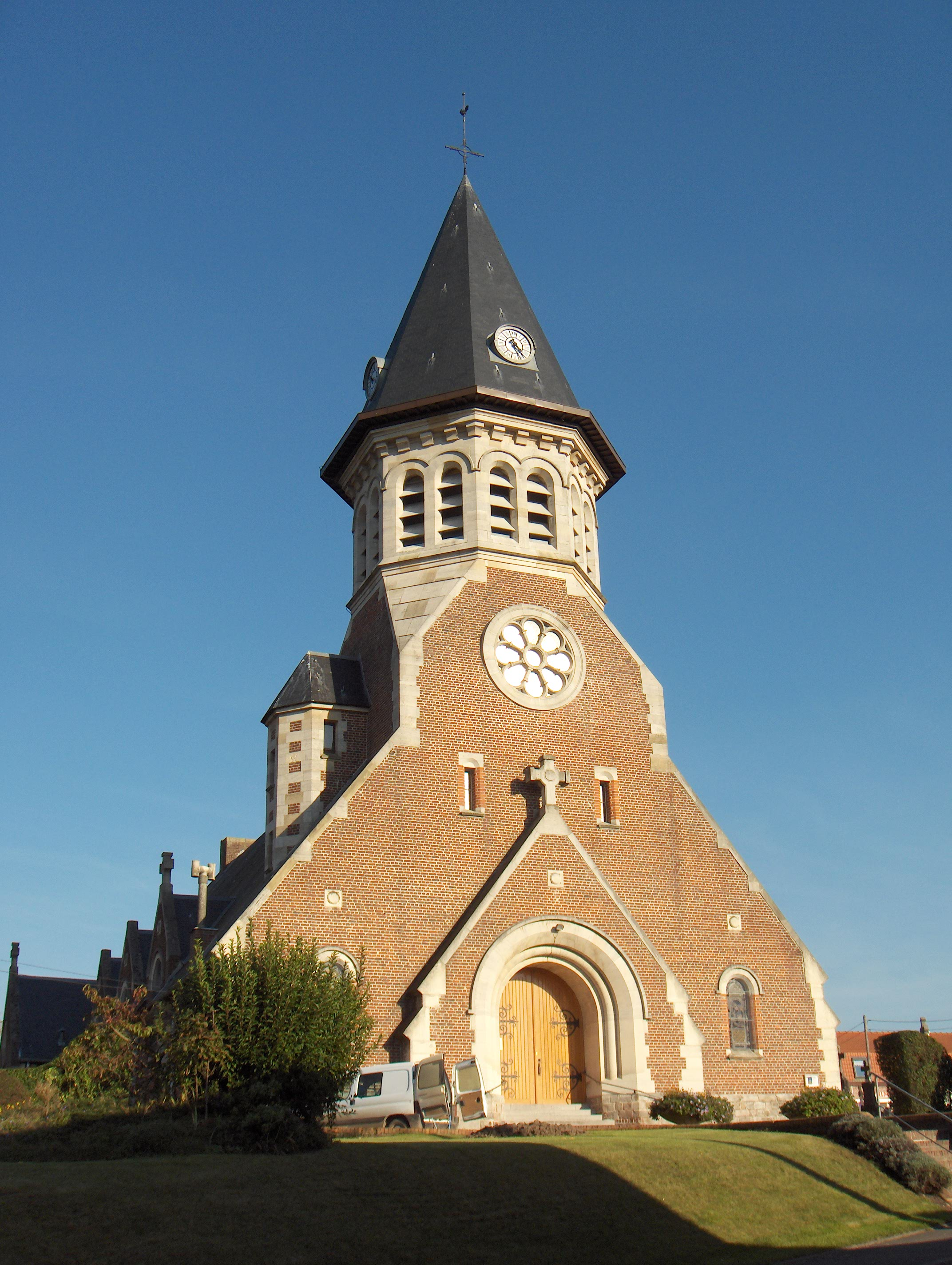
Fromelles, toren van de dorpskerk (jaren 20 van de 20e eeuw)
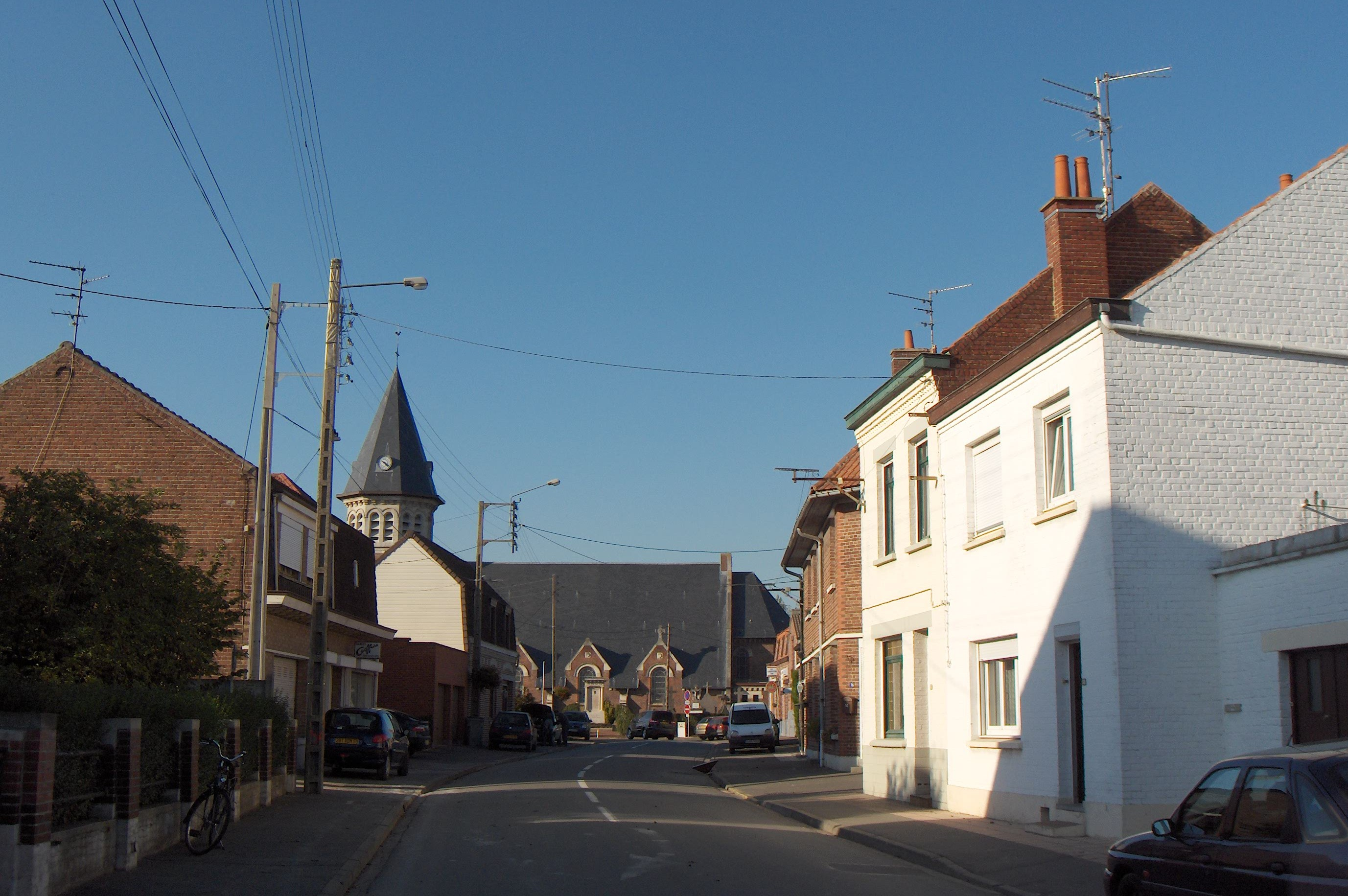
Dorp van Fromelles, rue de l'Eglise

## Demografie
Onderstaande figuur toont het verloop van het inwonertal (bron: INSEE-tellingen).